# Szabics Imre (labdarúgó)
Szabics Imre (Szeged, 1981. március 22. –) magyar válogatott labdarúgó, edző, 2024 augusztusától az FC Augsburg másodedzőjeként tevékenykedik.

## Pályafutása
Pályafutását Szegeden kezdte, ahonnan fiatalon került a Ferencvároshoz. Jó teljesítményének köszönhetően leigazolta a  Sturm Graz. Itt lett érett labdarúgó, s a BL-ben is bemutatkozhatott. 2003 nyarán több klub is vitte volna, szóba került a Rennes, a Hannover, a VfB Stuttgart, s végül utóbbit választotta. Ekkor hívták meg először a nemzeti csapatba. Első Bundesliga mérkőzésén fél órát játszva 2 gólt szerzett, s ezzel nyert csapata 2-0-ra. Legemlékezetesebb stuttgarti mérkőzése a Manchester United elleni, ahol góllal és gólpasszal járult hozzá csapata győzelméhez. Marco Streller érkeztével azonban kiszorult a csapatból, s így 2005-ben a Kölnhöz távozott. Itt nem tudott jó teljesítményt nyújtani, nagyrészt sérülései miatt. Ezért kiszorult Lothar Matthäus válogatottjából. Egy év után a kölniek továbbadták Szabicsot az FSV Mainznak, ahol eleinte szintén a kispadon jutott neki hely. Bozsik Péter, a magyar labdarúgó-válogatott akkori kapitánya mégis számított rá. Az őszi szezon vége felé Szabics egyre többet játszott, s két egymást követő fordulóban is betalált, ennek köszönhetően egyre többet szerepelt. A válogatottnál viszont az új kapitánynál, Várhidi Péternél még a bő keretébe sem hívták meg. Év végéig nem is rúgott gólt, ezután átadólistára tették a Mainznál. Végül a másodosztályú Augsburgba szerződött, ingyen. 2010-ben újra az osztrák Sturmhoz szerződött. A Sturm csapatában ismét kulcsjátékossá vált a 2010-11-es szezonban az árnyékék posztján, aminek köszönhetően a 2010-ben kinevezett szövetségi kapitány, Egervári Sándor öt év után újra behívta a válogatottba, ahol első meccsén győztes gólt szerzett Luxemburg ellen, majd San Marino ellen is eredményes volt. Legközelebb a sorsdöntő Svédország elleni meccsen lépett pályára, és ő szerezte az első magyar gólt. A bajnoki címvédő Grazban is legtöbbször kezdő játékos. 2013-ban szezon közben vonult vissza.

## Sikerei, díjai
- Ferencváros:
  - Magyar bajnoki ezüstérmes: 1999
- Sturm Graz:
  - Osztrák bajnok: 2011
  - Osztrák bajnoki ezüstérmes: 2000, 2002
  - Osztrák kupa-döntős: 2002
  - Osztrák szuperkupa-döntős: 2002
  - Európa-liga-csoportkör: 2010–11
  - Bajnokok ligája-csoportkör: 1999–00
- VfB Stuttgart:
  - Német Liga-kupa-döntős: 2005
  - Bajnokok ligája-nyolcaddöntős: 2003–04
- FC Augsburg:
  - Német Bundesliga 2-bronzérmes: 2009–10
- egyéni
  - Magyar Aranylabda: 2003

## Statisztika

### Mérkőzései a válogatottban
| Magyarország | Magyarország         | Magyarország                      | Magyarország     | Magyarország | Magyarország  | Magyarország | Magyarország | Magyarország |
| #            | Dátum                | Helyszín                          | Hazai            | Eredmény     | Vendég        | Kiírás       | Gólok        | Esemény      |
| ------------ | -------------------- | --------------------------------- | ---------------- | ------------ | ------------- | ------------ | ------------ | ------------ |
| 1.           | 2003. április 30.    | Budapest, Megyeri úti Stadion     | Magyarország     | 5 – 1        | Luxemburg     | barátságos   | 2            | 46' 51' 92'  |
| 2.           | 2003. június 7.      | Budapest, Puskás Ferenc Stadion   | Magyarország     | 3 – 1        | Lettország    | Eb-selejtező | 2            | 51' 59'      |
| 3.           | 2003. június 11.     | Serravalle                        | San Marino       | 0 – 5        | Magyarország  | Eb-selejtező | 1            | 77'          |
| 4.           | 2003. augusztus 20.  | Muraszombat                       | Szlovénia        | 2 – 1        | Magyarország  | barátságos   | -            | 80'          |
| 5.           | 2003. szeptember 10. | Riga, Skonto stadion              | Lettország       | 3 – 1        | Magyarország  | Eb-selejtező | -            |              |
| 6.           | 2003. október 11.    | Budapest, Puskás Ferenc Stadion   | Magyarország     | 1 – 2        | Lengyelország | Eb-selejtező | 1            | 48'          |
| 7.           | 2003. november 19.   | Budapest, Üllői úti Stadion       | Magyarország     | 0 – 1        | Észtország    | barátságos   | -            |              |
| 8.           | 2004. február 18.    | Páfosz (CYP)                      | Magyarország     | 2 – 0        | Örményország  | barátságos   | 1            | 63' 83'      |
| 9.           | 2004. március 31.    | Budapest, Puskás Ferenc Stadion   | Magyarország     | 1 – 2        | Wales         | barátságos   | -            | 46'          |
| 10.          | 2004. április 28.    | Budapest, Puskás Ferenc Stadion   | Magyarország     | 1 – 4        | Brazília      | barátságos   | -            | 59'          |
| 11.          | 2004. szeptember 4.  | Zágráb, Maksimir Stadion          | Horvátország     | 3 – 0        | Magyarország  | barátságos   | -            |              |
| 12.          | 2004. szeptember 8.  | Budapest, Szusza Ferenc Stadion   | Magyarország     | 3 – 2        | Izland        | vb-selejtező | 1            | 46' 80'      |
| 13.          | 2004. október 9.     | Stockholm, Råsunda Stadion        | Svédország       | 3 – 0        | Magyarország  | vb-selejtező | -            |              |
| 14.          | 2005. március 30.    | Budapest, Szusza Ferenc Stadion   | Magyarország     | 1 – 1        | Bulgária      | vb-selejtező | -            |              |
| 15.          | 2005. május 31.      | Metz, Stade Saint-Symphorien      | Franciaország    | 2 – 1        | Magyarország  | barátságos   | -            | 46'          |
| 16.          | 2005. június 4.      | Reykjavík, Laugardalsvöllur       | Izland           | 2 – 3        | Magyarország  | vb-selejtező | -            | 75'          |
| 17.          | 2006. május 24.      | Budapest, Szusza Ferenc Stadion   | Magyarország     | 2 – 0        | Új-Zéland     | barátságos   | 1            | 80' 82'      |
| 18.          | 2006. május 30.      | Manchester, Old Trafford          | Anglia           | 3 – 1        | Magyarország  | barátságos   | -            | 73'          |
| 19.          | 2006. augusztus 16.  | Linz, UPC-Arena                   | Ausztria         | 1 – 2        | Magyarország  | barátságos   | -            | 59'          |
| 20.          | 2006. október 7.     | Budapest, Puskás Ferenc Stadion   | Magyarország     | 0 – 1        | Törökország   | Eb-selejtező | -            | 83'          |
| 21.          | 2006. október 11.    | Ta’ Qali, Nemzeti Stadion         | Málta            | 2 – 1        | Magyarország  | Eb-selejtező | -            | 60'          |
| 22.          | 2011. június 3.      | Luxembourg, Stade Josy Barthel    | Luxemburg        | 0 – 1        | Magyarország  | barátságos   | 1            | 46' 53'      |
| 23.          | 2011. június 7.      | Serravalle, Olimpiai Stadion      | San Marino       | 0 – 3        | Magyarország  | Eb-selejtező | 1            | 49' 84'      |
| 24.          | 2011. szeptember 2.  | Budapest, Puskás Ferenc Stadion   | Magyarország     | 2 – 1        | Svédország    | Eb-selejtező | 1            | 44' 50' 80'  |
| 25.          | 2011. szeptember 6.  | Chișinău, Zimbru Stadion          | Moldova          | 0 – 2        | Magyarország  | Eb-selejtező | -            | 82'          |
| 26.          | 2011. október 11.    | Budapest, Puskás Ferenc Stadion   | Magyarország     | 0 – 0        | Finnország    | Eb-selejtező | -            |              |
| 27.          | 2012. február 29.    | Győr, ETO Park                    | Magyarország     | 1 – 1        | Bulgária      | barátságos   | -            | a szünetben  |
| 28.          | 2012. június 1.      | Prága, Generali Arena             | Csehország       | 1 – 2        | Magyarország  | barátságos   | -            | 89'          |
| 29.          | 2012. június 4.      | Budapest, Puskás Ferenc Stadion   | Magyarország     | 0 – 0        | Írország      | barátságos   | -            | 66'          |
| 30.          | 2012. augusztus 15.  | Budapest, Puskás Ferenc Stadion   | Magyarország     | 1 – 1        | Izrael        | barátságos   | -            | 86'          |
| 31.          | 2012. október 12.    | Tallinn, A. Le Coq Aréna          | Észtország       | 0 – 1        | Magyarország  | vb-selejtező | -            | 79'          |
| 32.          | 2012. november 14.   | Budapest, Puskás Ferenc Stadion   | Magyarország     | 0 – 2        | Norvégia      | barátságos   | -            | 59'          |
| 33.          | 2013. február 6.     | Belek, Bellis Sports Center (TUR) | Fehéroroszország | 1 – 1        | Magyarország  | barátságos   | 1            | 32' 82'      |
| 34.          | 2013. március 22.    | Budapest, Puskás Ferenc Stadion   | Magyarország     | 2 – 2        | Románia       | vb-selejtező | -            | 58'          |
| 35.          | 2013. augusztus 14.  | Budapest, Puskás Ferenc Stadion   | Magyarország     | 1 – 1        | Csehország    | barátságos   | -            | 89'          |
| 36.          | 2013. szeptember 6.  | Bukarest, Nemzeti Stadion         | Románia          | 3 – 0        | Magyarország  | vb-selejtező | -            | 85'          |
|              | Összesen             |                                   |                  | 36           | mérkőzés      |              | 13           | gól          |